# Mort Drucker
Mort Drucker (Nova Iorque, 22 de março de 1929 – Woodbury, 9 de abril de 2020) foi um cartunista e quadrinista estadunidense, conhecido por longa carreira na revista de quadrinhos de humor Mad.

## Vida pessoal
Drucker nasceu no Brooklyn em Nova Iorque,  com algumas fontes listando sua data de nascimento em 22 de março de 1929 e outras em 29 de março.  Ele frequentou a Erasmus Hall High School no Brooklyn. Lá ele conheceu sua futura esposa Barbara, com quem se casou logo após a formatura dela. O casal se mudou para Long Island, morando em Syosset, onde criaram duas filhas, Laurie e Melanie; sua família acabou se expandindo com três netos.

## Carreira
Drucker entrou no campo dos quadrinhos como assistente Bert Whitman na história em quadrinhos do jornal Debbie Dean em 1947, quando tinha 18 anos, com base em uma recomendação de Will Eisner. Ele então se juntou à equipe de Publicações Periódicas Nacionais (DC Comics), onde trabalhou como retocador. Enquanto estava na DC, Drucker também fantasiou "The Mountain Boys", o painel regular de Paul Webb para a Esquire Magazine.  No início da década de 1950, Drucker deixou seu trabalho na equipe de DC e começou a trabalhar como freelancer em tempo integral para várias editoras de quadrinhos, como Dell, Atlas e St. John's, além de vários títulos de humor e guerras ainda para a DC.

### Mad
No outono de 1956, logo após a partida do editor fundador de Mad, Harvey Kurtzman, Drucker chegou a Mad. Sua primeira visita aos escritórios da revista coincidiu com uma transmissão da World Series, e o editor Bill Gaines disse a Drucker que se o Brooklyn Dodgers vencesse o jogo, ele receberia uma tarefa de desenho. Os Dodgers venceram. Por mais caprichoso que o suposto processo de teste de Drucker possa ter sido, foi uma boa anedota. Anos depois, Gaines, sem surpresa, confessou: "Nós o contrataríamos de qualquer maneira".
Drucker havia chegado aos escritórios da Mad com páginas de seu trabalho de quadrinhos de Hopalong Cassidy que fez para a DC Comics e algumas de suas tiras de "Mountain Boys", além de uma charge humorística com The Lone Ranger e Tonto, que ele havia desenhado especificamente para a entrevista. Embora esse trabalho fosse diferente das semelhanças e continuidades pelas quais ele se tornaria mais conhecido, a equipe do Mad reagiu favoravelmente. O primeiro a avaliar o portfólio de Drucker foi o editor associado do Mad, Nick Meglin, que admitiu: "Não percebi o quão bom ele era nas caricaturas. Não no começo. Mas então, ele não era tão bom na época". O próprio Drucker diz que "apenas queria ser um artista ... para ser pago pelo desenho de qualquer coisa" e só começou a se concentrar no trabalho de caricatura porque começou a receber mais dessas tarefas. "Foi quando percebi que havia encontrado meu caminho profissional", disse Drucker.  No momento da chegada de Drucker, a Mad não apresentava regularmente sátiras de TV e filmes. O editor Al Feldstein creditou o estilo e a capacidade de Drucker pela decisão de começar a apresentá-los em todas as edições.
No momento em que encerrou sua carreira na Mad 55 anos depois, Drucker mantinha o cargo mais longo e ininterrupto de qualquer artista da Mad. Drucker tem o maior número de artigos em destaque e matérias de capa na revista.

### Outros trabalhos
Em 1970, desenhou uma capa da revista Time, com estilo bem caricato fazendo sátira as disputas ao senado estadunidense. A capa se encontra no National Portrait Gallery.  Também desenhou políticos como Richard Nixon, Spiro Agnew, Nikita Khrushchev, Fidel Castro e Príncipe Charles. 
Em entrevista para o The New York Times em 2000, disse que "desenhou quase todo mundo de Hollywood".

## Estilo
Em 2012, Drucker discutiu seu estilo de arte e como ele o aplicava às suas atribuições malucas:
"Sempre considerei uma caricatura a pessoa completa, não apenas uma semelhança. As mãos, em particular, sempre foram um foco principal para mim, pois podem ser tão expressivas quanto ao caráter, como os exageros e distorções que um caricaturista procura. Tento capturar a essência da pessoa, não apenas os traços faciais. Descobri através de anos trabalhando para capturar uma semelhança humorística que não se trata tanto dos traços em si quanto do espaço entre os traços. Todos temos dois olhos, um nariz, uma boca, cabelos e linhas da mandíbula, mas ainda assim todos parecemos diferentes. O que torna isso assim é o espaço entre eles. O artista está realmente criando seu próprio storyboard para o filme. Eu me torno a "câmera" e procuro ângulos, iluminação, closes, ângulos amplos, planos longos - assim como um diretor faz para contar a história da maneira mais visualmente interessante possível. Meus primeiros esboços são tanto composições e idéias de design quanto imagens de personagens e ações [...] Eu não quero me envolver muito nas partes interessantes, já que parte do que estou fazendo será modificada ou descartada à medida que eu for mais longe envolvido na narrativa. Então, afasto-me e olho a página como uma unidade completa para garantir um bom design e penso: "Hmmm, três painéis de close em uma fila de personagens conversando. É melhor mudar o painel do meio para longe. Talvez faça desse painel um vinheta aberta ". [...] Em seguida, coloco as páginas opostas e observo como a propagação se mantém e às vezes faço alterações com base nisso".

## Elogios e críticas
Quando a paródia de The Empire Strikes Back da revista foi publicada em 1980, desenhada por Drucker, a revista recebeu uma carta de cessação e desistência dos advogados de George Lucas exigindo que a revista fosse retirada da venda e que Mad destruísse as chapas de impressão, renunciasse ao arte original e entregue todos os lucros da edição. Sem o conhecimento deles, George Lucas acabara de enviar a Mad uma carta efusiva elogiando a paródia e declarando: "Oscars especiais deveriam ser concedidos a Drucker e DeBartolo são como George Bernard Shaw e Leonardo da Vinci da sátira cômica". O editor da Mad, enviou uma cópia da carta aos advogados de Lucas com uma mensagem manuscrita no topo: "Engraçado, George gostou!"   Não houve mais nenhuma comunicação sobre o assunto. Drucker também trabalhou na campanha publicitária do filme anterior de Lucas, American Graffiti. Em sua introdução ao livro Mad About Star Wars, Lucas escreveu: "Eu sempre defendi a Mad dos meus advogados".
Em uma aparição no Tonight Show de 1985, quando Johnny Carson perguntou a Michael J. Fox: "Quando você realmente sabia que tinha conseguido entrar no show business?" Fox respondeu: "Quando Mort Drucker desenhou minha cabeça".

## Prêmios
As capas de Mort Drucker's estão na coleção da National Portrait Gallery. Ele foi reconhecido por seu trabalho com o Prêmio de Recursos Especiais da Sociedade Nacional de Cartunistas (1985, 1986, 1987, 1988), seu Prêmio Reuben (1987), o Hall da Fama do Eisner Award (2010) e a inserção no Hall da Fama da Sociedade (2017).
Drucker recebeu o título de Doutor Honoris causa em The Art Institute of Boston.